# ТЭЦ Люблин (Megatem)
ТЭЦ Люблин (Megatem) — теплоэлектроцентраль на востоке Польши в городе Люблин.
В 1956 году на автомобильном заводе в Люблине запустили собственную электростанцию, оборудованную пятью угольными паровыми котлами производства ГДР типа EKM-50 и двумя чешскими турбогенераторами мощностью по 12 МВт.
С начала 1960-х годов, помимо обеспечения потребностей предприятия, ТЭЦ начала подавать тепло соседним жилым районам. В 1972 и 1973 годах для покрытия пиковых нагрузок на ней смонтировали два угольных водогрейных котла WP-70 мощностью 81 МВт, которые поставила компания Rafako (Рацибуж). В 1980 году к ним добавили третий котел того же производителя типа WP-120 мощностью 140 МВт.
С 2002 года станция была отделена от автозавода, который обанкротился.
В 2007 году турбину APT-12 агрегата № 2 заменили на новую производства Siemens типа PB R-12 мощностью 10,64 МВт. А в 2013 году приобрели вторую современную теплофикационную турбину мощностью 12 МВт.
В 2011 году вместо устаревшего котла EKM-50 со станционным номером К-1 смонтировали новый типа OR50-N производства Energoserwis.
По состоянию на вторую половину 2010-х годов электрическая и тепловая мощность когенерационной части станции составляли 22,64 МВт и 138,46 МВт соответственно.
В конце 2019 года объявили тендер на поставку еще одного турбоагрегата с электрической и тепловой мощностью 12 МВт и 40 МВт соответственно, который должен работать на сжигании биомассы.
Первоначально удаление продуктов сгорания происходило с помощью отдельного дымаря для каждого котла EKM, однако с начала 1970-х годов все котлы станции подключили к новой конструкции высотой 115 метров.
Связь с энергосистемой осуществляется по ЛЭП, рассчитанной на работу под напряжением 110 кВ.